# Miyashiro
Miyashiro (jap. 宮代町 Miyashiro-machi) – miasto w Japonii, na wyspie Honsiu, w prefekturze Saitama. Według danych na rok 2020 miejscowość zamieszkiwało 34 147 mieszkańców , a gęstość zaludnienia wyniosła 2140,9 os./km².